# Лірім Кастраті (футболіст, січень 1999)
Лірім Кастраті (алб. Lirim Kastrati, нар. 16 січня 1999, Косовська-Камениця) — косовський футболіст, нападник угорського «Фегервара» і національної збірної Косова.

## Клубна кар'єра
Народився 16 січня 1999 року в місті Косовська-Камениця. Вихованець юнацьких команд тиранської «Шкендії» та загребської «Локомотиви».
У дорослому футболі дебютував 2018 року виступами за головну команду «Локомотиви», в якій провів два сезони, взявши участь у 80 матчах чемпіонату. Більшість часу, проведеного у складі загребської «Локомотиви», був основним гравцем атакувальної ланки команди.
Сезон 2020/21 провів в іншій загребській команді, «Динамо», у складі якої став чемпіоном Хорватії і володарем Кубка країни.
1 вересня 2021 року за 1,3 млн. євро перейшов до польської «Легії», з якою уклав чотирирічну угоду. 

## Виступи за збірні
2017 року дебютував у складі юнацької збірної Косова (U-19), загалом на юнацькому рівні взяв участь у 5 іграх.
Протягом 2017–2020 років залучався до складу молодіжної збірної Косова. На молодіжному рівні зіграв у 7 офіційних матчах, забив 1 гол.
2018 року дебютував в офіційних матчах у складі національної збірної Косова.

## Статистика виступів

### Статистика клубних виступів
Станом на 27 серпня 2020
| Сезон                  | Команда                | Чемпіонат              | Чемпіонат | Чемпіонат | Національний кубок | Національний кубок | Національний кубок | Континентальні кубки | Континентальні кубки | Континентальні кубки | Інші змагання | Інші змагання | Інші змагання | Усього | Усього |
| Сезон                  | Команда                | Ліга                   | Ігор      | Голів     | Ліга               | Ігор               | Голів              | Ліга                 | Ігор                 | Голів                | Ліга          | Ігор          | Голів         | Ігор   | Голів  |
| ---------------------- | ---------------------- | ---------------------- | --------- | --------- | ------------------ | ------------------ | ------------------ | -------------------- | -------------------- | -------------------- | ------------- | ------------- | ------------- | ------ | ------ |
| січ.-черв. 2018        | «Локомотива»           | 1. ХФЛ                 | 14        | 3         | КХ                 | 1                  | 0                  | -                    | -                    | -                    | -             | -             | -             | 15     | 3      |
| 2018–19                | «Локомотива»           | 1. ХФЛ                 | 32        | 7         | КХ                 | 3                  | 0                  | -                    | -                    | -                    | -             | -             | -             | 35     | 7      |
| 2019–20                | «Локомотива»           | 1. ХФЛ                 | 34        | 11        | КХ                 | 5                  | 0                  | -                    | -                    | -                    | -             | -             | -             | 39     | 11     |
| Усього за «Локомотиву» | Усього за «Локомотиву» | Усього за «Локомотиву» | 80        | 21        |                    | 9                  | 0                  |                      | -                    | -                    |               | -             | -             | 30     | 10     |
| 2020–21                | «Динамо» (Загреб)      | 1. ХФЛ                 | 2         | 0         | КХ                 | 0                  | 0                  | ЛЧ                   | 1                    | 1                    | -             | -             | -             | 3      | 1      |
| Усього за кар'єру      | Усього за кар'єру      | Усього за кар'єру      | 82        | 21        |                    | 9                  | 0                  |                      | 1                    | 1                    |               | -             | -             | 92     | 22     |

### Статистика виступів за збірну
Станом на 19 листопада 2022
| Дата       | Місто                  | Господарі          | Результат | Гості             | Турнір                               | Голи | Примітки  |
| ---------- | ---------------------- | ------------------ | --------- | ----------------- | ------------------------------------ | ---- | --------- |
| 11-10-2018 | Приштина               | Косово             | 3 – 1     | Мальта            | Ліга націй УЄФА 2018-2019 - 1-й етап | -    | 83' 90+4' |
| 21-3-2019  | Приштина               | Косово             | 2 – 2     | Данія             | товариський матч                     | -    | 81'       |
| 10-10-2019 | Приштина               | Косово             | 1 – 0     | Гібралтар         | товариський матч                     | -    | 46'       |
| 8-10-2020  | Скоп'є                 | Північна Македонія | 2 – 1     | Косово            | Відбір до ЧЄ 2020                    | -    | 75'       |
| 11-10-2020 | Приштина               | Косово             | 0 – 1     | Словенія          | Ліга націй УЄФА 2020-2021 - 1-й етап | -    | 78'       |
| 14-10-2020 | Марусі                 | Греція             | 0 – 0     | Косово            | Ліга націй УЄФА 2020-2021 - 1-й етап | -    |           |
| 11-11-2020 | Ельбасан               | Албанія            | 2 – 1     | Косово            | товариський матч                     | -    | 46'       |
| 15-11-2020 | Любляна                | Словенія           | 2 – 1     | Косово            | Ліга націй УЄФА 2020-2021 - 1-й етап | -    | 71'       |
| 18-11-2020 | Приштина               | Косово             | 1 – 0     | Молдова           | Ліга націй УЄФА 2020-2021 - 1-й етап | 1    |           |
| 24-3-2021  | Приштина               | Косово             | 4 – 0     | Литва             | товариський матч                     | -    | 46'       |
| 28-3-2021  | Приштина               | Косово             | 0 – 3     | Швеція            | Відбір до ЧС 2022                    | -    | 71'       |
| 31-3-2021  | Севілья                | Іспанія            | 3 – 1     | Косово            | Відбір до ЧС 2022                    | -    | 55'       |
| 1-6-2021   | Приштина               | Косово             | 4 – 1     | Сан-Марино        | товариський матч                     | -    |           |
| 4-6-2021   | Клагенфурт-ам-Вертерзе | Косово             | 2 – 1     | Мальта            | товариський матч                     | -    | 61'       |
| 2-9-2021   | Батумі                 | Грузія             | 0 – 1     | Косово            | Відбір до ЧС 2022                    | -    | 63' 68'   |
| 5-9-2021   | Приштина               | Косово             | 1 – 1     | Греція            | Відбір до ЧС 2022                    | -    | 36' 46'   |
| 12-10-2021 | Приштина               | Косово             | 1 – 2     | Грузія            | Відбір до ЧС 2022                    | -    | 59' 90+3' |
| 10-11-2021 | Приштина               | Косово             | 0 – 2     | Йорданія          | товариський матч                     | -    | 46'       |
| 14-11-2021 | Афіни                  | Греція             | 1 – 1     | Косово            | Відбір до ЧС 2022                    | -    | 86'       |
| 16-11-2022 | Приштина               | Косово             | 2 – 2     | Вірменія          | товариський матч                     | -    | 37'       |
| 19-11-2022 | Приштина               | Косово             | 1 – 1     | Фарерські острови | товариський матч                     | -    | 63'       |
| Усього     |                        | Матчів             | 21        |                   | Голів                                | 1    |           |

| Дата       | Місто | Господарі   | Результат | Гості  | Турнір                             | Голи | Примітки |
| ---------- | ----- | ----------- | --------- | ------ | ---------------------------------- | ---- | -------- |
| 14-11-2017 | Баку  | Азербайджан | 0 – 0     | Косово | Кваліфікація молодіжного Євро-2019 | -    | 46'      |
| Усього     |       | Матчів      | 1         |        | Голів                              | 0    |          |

## Титули і досягнення
- Чемпіон Хорватії (1):

«Динамо» (Загреб): 2020-2021
- Володар Кубка Хорватії (1):

«Динамо» (Загреб): 2020-2021